# Francophonie au Michigan
 (juin 2023).
La francophonie au Michigan fait référence à l'utilisation historique et contemporaine de la langue française dans l'État du Michigan, du XVIIe siècle à nos jours. Elle fait aussi référence à l'héritage culturel de la communauté francophone, au-delà de la langue, beaucoup de locuteurs ayant perdu l'usage régulier de celle-ci. La communauté francophone du Michigan est fortement apparentée à celle du sud de l'Ontario, en raison du lien fort qui unit la ville de Windsor avec le Michigan.

## La culture Muskrat
Les expressions contemporaines de la culture et de la communauté françaises se retrouvent à la fois dans la population «Muskrat French», une sous-culture peu connue au-delà de la région ou en dehors de ses membres et dans la communauté plus large des résidents de Détroit. Le nom Muskrat signifie Rat musqué, animal élevé sur ces terres pour sa fourrure et qui fit la fortune de colons français établis le long du fleuve Saint-Laurent. Le terme désigne à la fois la culture et le dialecte existants dans le sud-est du Michigan le long de la rivière Détroit et du lac Sainte-Claire, les rives ouest et sud du lac Érié, des comtés de Monroe à Sandusky, Ohio, et dans le sud-ouest de l'Ontario. Le nom vient également de la tradition de manger du rat musqué pendant les vendredis de Carême. 
Parmi les manifestations culturelles de la communauté, on trouve la Marche du Nain Rouge, un festival annuel du début du printemps, s'inspire du folklore de Nain Rouge  de Detroit pour «expier» les mauvaises influences de la ville. Une société historique locale, la Detroit Drunken Historical Society, a utilisé la collection de légendes folkloriques de Détroit pour créer un événement communautaire célébrant l'anniversaire de Detroit en 2015. Dans la communauté canadienne-française, des dîners annuels mettant en vedette des rats musqués sont organisés autour de Detroit, Monroe et Windsor, perpétuant une tradition qui remonte aux premiers jours de la colonisation. À Monroe, au Michigan, la figure du folklore Loup Garou a été présentée lors d'événements parrainés par le musée du comté de Monroe au début du site français, le poste de traite Navarre . Les organisations communautaires de Monroe, au Michigan, ont longtemps mis en vedette un rat musqué en tant que mascotte, soulignant la culture locale de Muskrat et son importance dans la région.

## Traite des fourrures
Alors que la culture française Muskrat est principalement associée à la région de la rivière Détroit, le commerce de la fourrure indienne, qui est à l'origine de nombreuses familles françaises, était répandue dans les Grands Lacs. Les familles associées au commerce des fourrures faisaient partie des réseaux de parenté qui avaient souvent des membres dans les villes de la région, comme à Green Bay, Cahokia, Kaskaskia, St. Ignace et Michilimackinac ainsi qu'à Détroit. Certains savants utilisent le terme Muskrat French pour désigner l'expression répandue des cultures françaises et métisses françaises, telle qu'exprimée dans les Grands Lacs. La culture canadienne-française dans d'autres parties des Grands Lacs est souvent indifférenciée de la culture française Muskrat, en utilisant de la même manière le folklore, la cuisine, la culture rurale et la chasse aux événements populaires. Par exemple, à St. Ignace, au Michigan, la communauté locale puise dans un autre aliment traditionnel, des gloires, pour rassembler la communauté canadienne-française locale .

## Reconnaissance par l'État du Michigan
À compter de 2013, les défenseurs de la culture ont obtenu des résolutions de la législature de l'État du Michigan pour nommer la semaine du mois de septembre la semaine du patrimoine canadien au Michigan.  Promue par des défenseurs bénévoles autour de l'État, la semaine du patrimoine est un exemple de la continuité de la culture canadienne-française dans la région des Grands Lacs, en particulier au Michigan où les événements de 2015 étaient prévus de Houghton à Monroe. Les résolutions de la Chambre et du Sénat ont été soumises par les représentants Bill LaVoy, Andrea LaFontaine et le sénateur Jim Marleau ainsi qu'une coalition de plusieurs dizaines de co-parrains.

## Mise en valeur de la culture
La défense de la culture canadienne-française est illustrée par un collectif de bénévoles dont le travail est publié dans la revue communautaire Voyageur Heritage, une publication en ligne qui a débuté en 2013.  Ce journal contient du folklore, des traditions, des recettes et une série d'articles sur l'art, l'environnement, la langue et l'histoire. Le projet «The Storykeepers» contenu dans Voyageur Heritage est une collection d'histoires familiales et de récits de première main de la culture métisse canadienne française et française enracinée à Détroit et dans le reste des Grands Lacs .

## Identification à la culture
Tous les Canadiens français de la région de la rivière Détroit ne s'identifient pas à cette sous-culture régionale et peuvent s'identifier comme étant simplement Canadiens français ou Français . Ils peuvent se décrire ou s'identifier légitimement comme étant des Canadiens français, des Français, des Métis français, des « personnes en partie d'origine autochtone » et des Métis. Les généalogies de nombreux descendants de colons français de Detroit et de la région des Grands Lacs incluent les peuples autochtones. L'organisme communautaire Voyageur Métis, fondé au Canada en 2013, souligne les racines de la communauté française Muskrat dans les cultures canadiennes-françaises et autochtones, émanant du métissage culturel qui caractérisait le commerce des fourrures .